# Scirpus kalmussii
Scirpus kalmussii là loài thực vật có hoa trong họ Cói. Loài này được Aschers., Abrom. & Graebn. miêu tả khoa học đầu tiên.